# 8298 Loubna
8298 Loubna eller 1993 SQ10 är en asteroid i huvudbältet som upptäcktes den 22 september 1993 av båda belgiska astronomerna Henri Debehogne och Eric Walter Elst vid La Silla-observatoriet. Den är uppkallad efter Loubna.